# Бокучава, Михаил Леонович
Михаил Алексеевич Бокучава (1910—1995) — советский биохимик, доктор биологических наук, профессор, академик Академии наук Грузии, лауреат премии имени А. А. Баха (1960).

## Биография
Родился 1 февраля 1910 года в селе Сабокучаво Абашского района Грузии в многодетной крестьянской семье.
Рано потеряв отца, вынужден был одновременно работать и учиться в средней школе, затем был направлен на подготовительные курсы в вуз и поступил в Тбилисский государственный университет на агрономический факультет.
В 1932 году — с отличием окончил Тбилисский государственный университет и в том же году поступил в аспирантуру Всесоюзного НИИ чайного хозяйства (ВНИИЧХ) в Анасеули. Через год молодой аспирант был назначен директором филиала ВНИИЧХ в Чакве.
Тогда же произошло знакомство с А. И. Опариным, А. Л. Курсановым и сотрудниками Института биохимии, которые участвовали в научных экспедициях в Грузию, в Анасеули.
Систематические и планомерные биохимические исследования чая были начаты 1933 года под руководством А. Н. Баха и А. И. Опарина в Москве, были тесно связаны с чайной промышленностью и проводились на базе чайных фабрик Грузии, Адлера и Дагомыса. Чайное растение оказалось удобным объектом решения вопросов общебиохимического характера — роль и превращения дубильных веществ, полифенольных соединений в окислительно-восстановительных процессах, действия ферментов в растительной клетке.
В 1934—1935 годах, уже в Москве, под руководством А. И. Опарина в Институте биохимии АН СССР ведет работу над кандидатской диссертацией, которую защитил в 1937 году.
В дальнейшем вся научная деятельность прошла в ИНБИ, практически с момента образования института.
С 1939 года — работал старшим научным сотрудником и заместителем заведующего лабораторией.
В 1949 году — защитил докторскую диссертацию, тема: «Дубильные вещества и окислительные ферменты грузинского чая».
С 1952 года — заведующий лабораторией технической биохимии.
В 1954 году — утвержден в звании профессора по специальности «биохимия».
В 1961 году — избран членом-корреспондентом, а в 1979 году — академиком Академии наук Грузии.
Умер в 1995 году. Похоронен на Новодевичьем кладбище.

## Научная деятельность
Основное направление научно-исследовательской деятельности: изучение фенольных соединений, окислительных ферментов, ферментативных и термохимических процессов, включая ароматообразование при взаимодействии катехинов, аминокислот, сахаров и других природных соединений. Совместно с К. М. Джемухадзе и Г. А. Бузун определил различия в составе катехинов более чем для 300 культурных и дикорастущих растений и показано, что первичным в эволюции растения является дикорастущий вьетнамский чай.
Впервые в стране (вместе с коллегами по институту) провел исследования по локализации окислительных ферментов в чайном листе и изучению их роли в технологии производства чая, в процессе образования вкуса, цвета и аромата чая. Из чайного листа был выделен очищенный препарат о-дифенолоксидазы, активность которого более чем в 3200 раз превышает первоначальную. Показана молекулярная неоднородность этого фермента, установлены молекулярные массы изоферментов о-дифенолоксидазы чая и других растений.
В лаборатории технической биохимии проводились также работы по биохимии виноделия, посвященные ферментативным процессам, протекающим при брожении и выдержке вина.
Много усилий было посвящено изучению биохимических основ производства чая (катехинов чайного листа, механики ферментации и термохимических процессов), что привело к созданию новой технологии его производства. В основе новой технологии лежит принцип сокращения действия ферментов и усиления теплофизических процессов: продолжительность скручивания и ферментации сокращается в 2-3 раза и проводится термическая обработка при температуре 60-70 градусов. Содержание танина в чае, полученном по новой технологии, составляет 13-20 % против 9-12 %. Новая технология с применением термической обработки была внедрена на многих чайных фабриках при непосредственном участии М. А. Бокучавы, который был очень увлечен этой работой.
Также им была решена проблема получения пищевых красителей. Совместные исследования с учеными из Грузии по биохимии и технологии растворимого чая и чайных красителей привели к разработке оригинального способа производства пищевых красителей (зеленого, жёлтого, а затем и красного цветов).
Автор некоторых биохимических методов: определения катехинов, связанного танина, окислительных ферментов, эфирных масел; имеет 34 изобретения, многие из которых внедрены в производство.
Автор пяти монографий, двух учебников, совместные с сотрудниками и учениками работы опубликованы в 335 статьях.
Много лет читал лекции по технической биохимии на кафедре биохимии растений биологического факультета МГУ.
Под его руководством подготовлены и защищены 50 кандидатских и 10 докторских диссертаций.
Был членом Ученого совета ИНБИ имени А. Н. Баха, с 1953 по 1959 годы — заместителем директора по научной работе.
Был членом научно-технического совета Минпищепрома СССР, членом Ученого совета Грузинского института субтропического хозяйства.

## Семья
Жена — Татьяна Александровна Шуберт, кандидат биологических наук.

## Награды
- Премия имени А. Н. Баха (1960)
- три ордена «Знак Почета» — за работу «Биохимия чая и чайного производства»
- Звание «Заслуженный деятель наук Грузии» (1986)
- медали